# Cheddar (Käse)

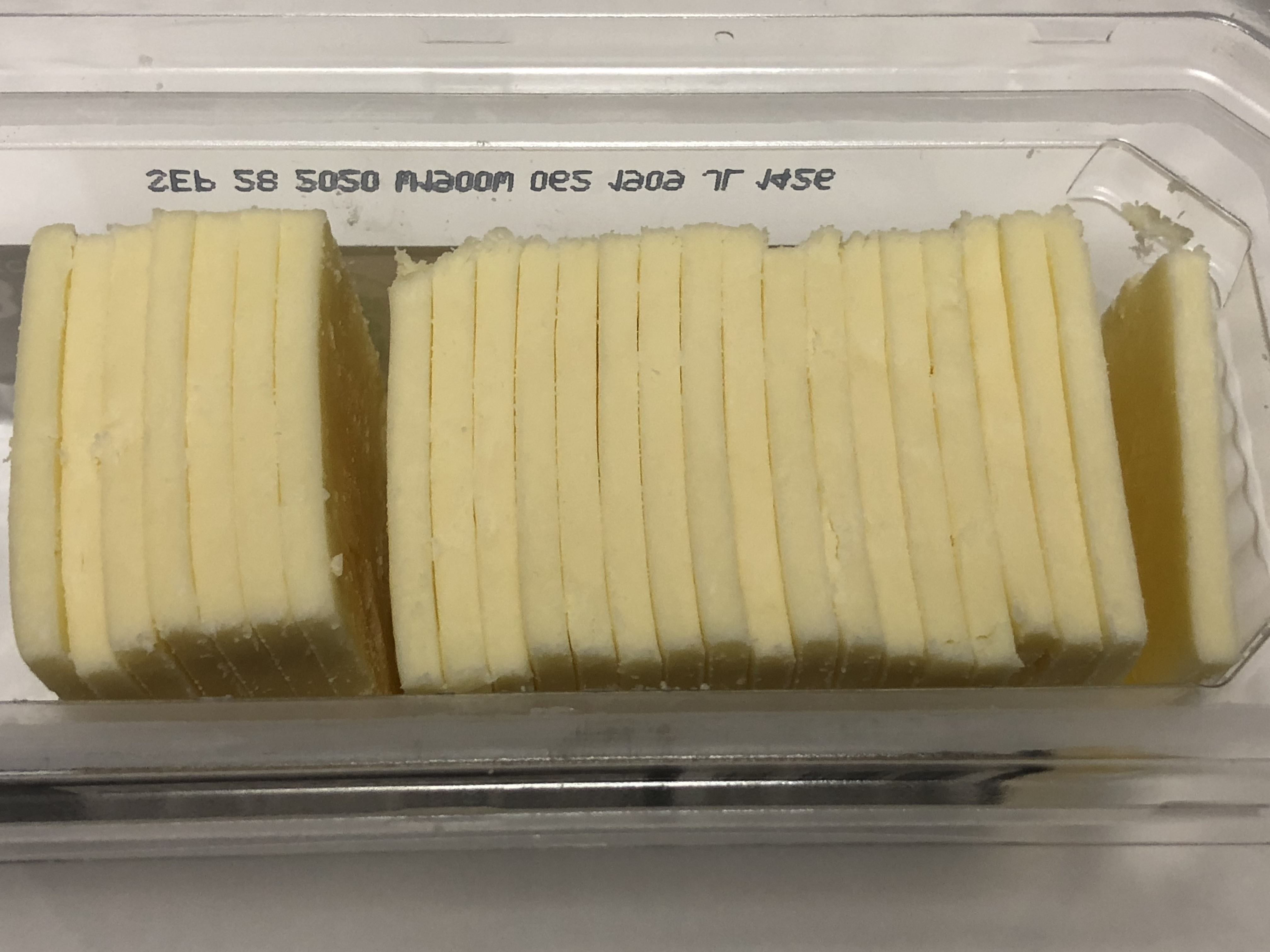
Cheddar-Scheiben

Cheddar [ˈtʃɛˌdə] (Anhörenⓘ) ist eine aus Kuhmilch hergestellte Käsesorte, die 48 bis 50 % Fett in der Trockenmasse enthält, ursprünglich aus Großbritannien stammt und heute weltweit produziert wird.
In seinem Heimatland ist er der populärste Käse; 2017 hatte er dort 55 % Marktanteil des an private Haushalte verkauften Käses.

## Produktionsprozess

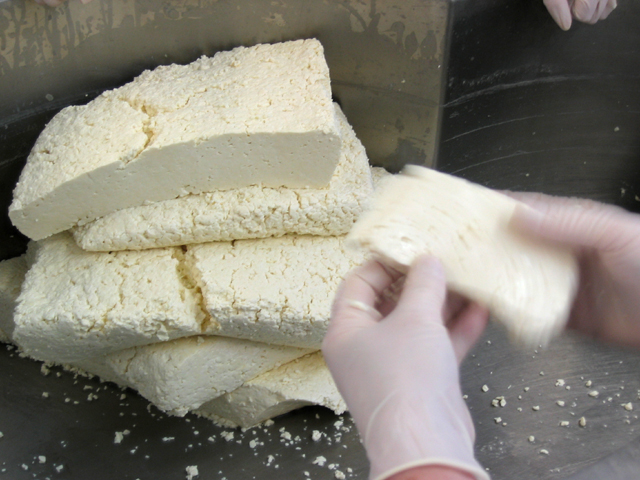
Schichten bei der Herstellung

Für die Herstellung von Cheddar-Käse wird gewöhnlich Rohmilch verarbeitet. Vor der Zugabe des Labs muss die Milch „gereift“ werden. Dies  bedeutet, dass  Milchsäurebakterien (LAB) den Milchzucker in Milchsäure umwandeln, wodurch der pH-Wert der Lösung gesenkt wird, was die Gerinnung der Milch erheblich erleichtert. Die gereifte Milch wird zwecks Gerinnung anschließend bei konstanter Temperatur von 29 bis 31 °C  mit Lab versetzt. 
Der entstehende Käsebruch wird geschnitten und vorsichtig erhitzt, damit die Molke abläuft. Danach beginnt der eigentliche Cheddaring-Prozess: Der Käsebruch wird zu Blöcken geformt, die gestapelt und gewendet werden, um Feuchtigkeit zu reduzieren und die Struktur zu festigen. 
Anschließend wird der Käsebruch gemahlen, gesalzen und in Formen gepresst. Schließlich reift er für einige Monate oder Jahre, um seinen typischen Geschmack zu entwickeln.

## Beschreibung und Herkunft
Die Käsesorte stammt ursprünglich aus Südwestengland und trägt den Namen des Dorfes Cheddar in der Grafschaft Somerset. Der erste schriftliche Beleg für die Nennung einer Käsesorte namens „Cheddar“ reicht ins Jahr 1655 zurück.
Cheddar ist ein Hartkäse, der in leicht unterschiedlichen Varianten produziert und angeboten wird. Die klassische „Scottish Mild“-Variante kommt schon nach zwei bis drei Monaten in Blockform in den Handel, wohingegen traditionelle Hersteller den Käse bis zu zwei Jahre reifen lassen. In der klassischen Variante erhält Cheddar durch die Zugabe des geschmacksneutralen Pflanzenfarbstoffs Annatto eine charakteristische dunkelgelbe bis orange Farbe, wohingegen der ungefärbte traditionelle eher hellere Gelbtöne erhält. Das Gourmet-Handbuch führt zur Einfärbung dieser und anderer britischer Käsesorten aus:

„Kommt der Cheddar aus Schottland, ist er meist kräftig gelb, weil mit Annatto gefärbt. Diese Praxis war schon vor 200 Jahren üblich, denn damals färbte Safran, um das satte Gelb eines Vollmilch-Cheddar zu imitieren. Denn nur wer es sich leisten konnte, ließ damals den Rahm auf der Milch und im Käse, wer nicht, mußte daraus Butter herstellen, und der Käse fiel blasser aus.“

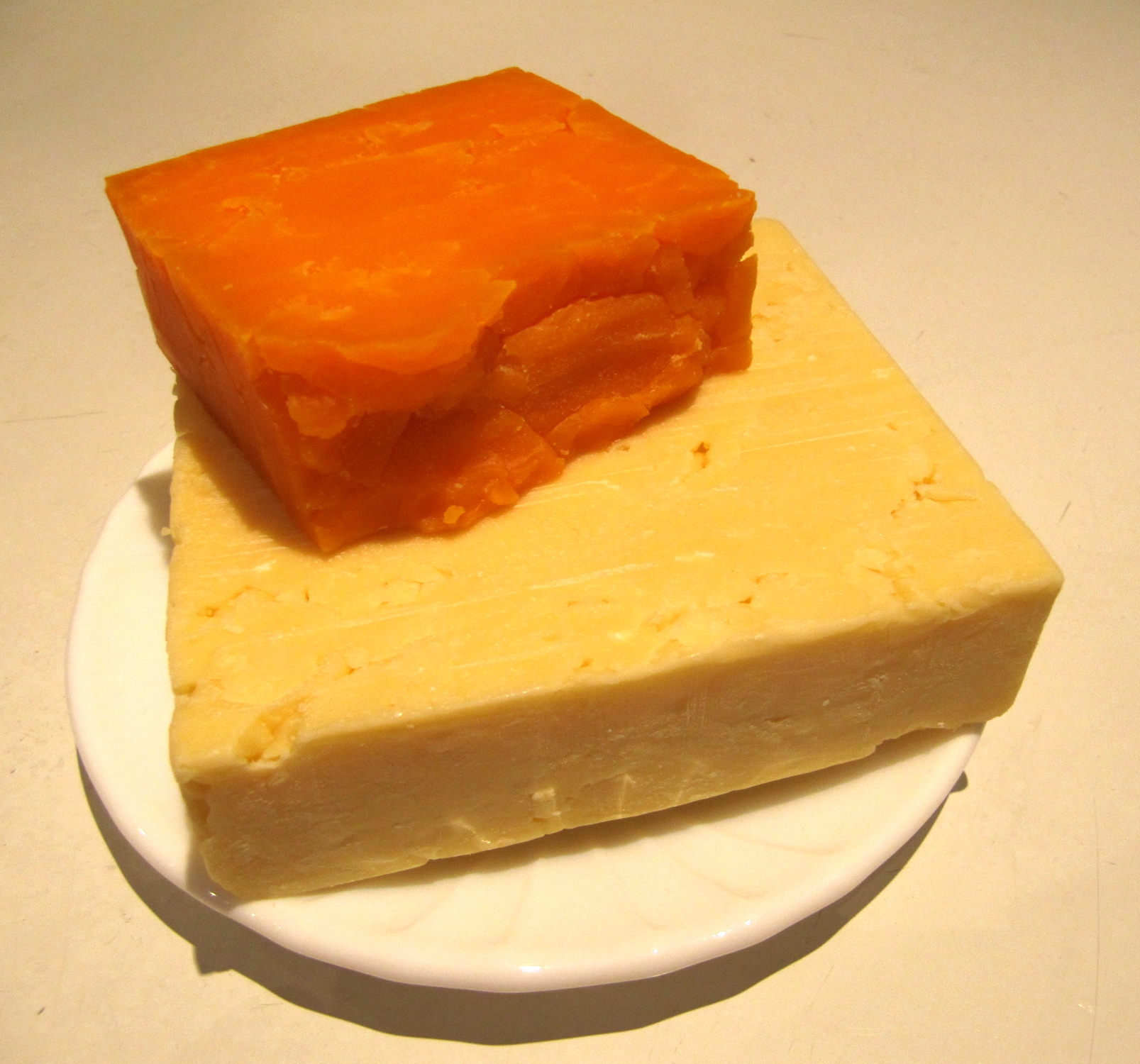
Cheddarblock in natürlicher, blassgelber Farbe und darüber mit Annatto eingefärbtes Stück (beide 12 Monate gereift)

Joseph Harding (1805–1876), ein Käsehersteller aus Somerset, war einer der Ersten, der die Käseherstellung auf dem Bauernhof standardisierte und der als Vater des Cheddars gilt.

## Varianten
Neben der Standardherstellung gibt es weitere Varianten wie beispielsweise:
- Cheddar mit Aromen: Neben dem traditionellen Sage Derby werden Cheddars mit Bier, Whisky, Portwein, Chili oder Marmite aromatisiert.
- Farmhouse Cheddar: In kleinen Mengen hergestellter Käse mit mindestens 14 Monaten Reifezeit. Diese Variante wird als King of Cheddar bezeichnet.
- Five Counties: „Cheddar“ ist hierbei eine der fünf verwendeten Käsesorten.
- Sage Derby: Während der Herstellung wird dem Käsebruch gemahlener Salbei hinzugegeben. Dadurch erhält er eine grüne Maserung und einen kräftig-würzigen Geschmack.